# Mind Hive
Mind Hive è il diciassettesimo album in studio del gruppo musicale britannico Wire, pubblicato nel 2020.

## Tracce
1. Be Like Them – 3:51
2. Cactused – 3:35
3. Primed and Ready – 2:44
4. Off the Beach – 2:23
5. Unrepentant – 5:01a
6. Shadows – 2:46
7. Oklahoma – 3:08
8. Hung – 7:54
9. Humming – 3:30

## Formazione
- Graham Lewis – basso, cori (tracce 1, 2), sintetizzatore (7), voce (7, 9)
- Robert Grey – batteria, cembalo (5)
- Colin Newman – voce, chitarra, tastiera, chitarra acustica (1, 4, 5, 6), chitarra acustica a 12 corde (4, 5), effetti (8), stilofono (8), chitarra tenore (1, 5)
- Matthew Simms – chitarra, sintetizzatore (1, 3, 5, 7, 8), effetti (8), organo (9)

Altri musicisti
- Sean Douglas – organo (9)
- Harald Pettersson – ghironda (7)
- Skye Mastering – mastering